# Dauði Baldrs
Dauði Baldrs – piąty album projektu Burzum, wydany 1997 roku. Jest to album koncepcyjny. Poszczególne utwory odnoszą się do fragmentów mitu o germańskim bogu Baldurze zaś tytuł oznacza „Śmierć Baldura”. „Dauði Baldrs” został nagrany w całości na instrumentach klawiszowych.

## Lista utworów
Opracowano na podstawie materiału źródłowego.
| Nr | Tytuł utworu        | Długość |
| -- | ------------------- | ------- |
| 1. | „Dauði Baldrs”      | 8:49    |
| 2. | „Hermoðr Á Helferð” | 2:41    |
| 3. | „Bálferð Baldrs”    | 6:05    |
| 4. | „Í Heimr Heljar”    | 2:02    |
| 5. | „Illa Tiðandi”      | 10:29   |
| 6. | „Móti Ragnarokum”   | 9:04    |
|    |                     | 39:10   |

## Twórcy
Opracowano na podstawie materiału źródłowego.
- Varg Vikernes (Count Grishnackh) – instrumenty klawiszowe, produkcja